# Henryk Wawrowski
Henryk Wawrowski (Stettino, 25 settembre 1949) è un ex calciatore polacco.

## Carriera

### Club
Cominciò a giocare nell'Arkonia, squadra di Stettino sua città natale, nella seconda serie polacca. Passò poi a Varsavia nel Gwardia, per poi tornare a Stettino, stavolta con il Pogon.
Tentò poi l'avventura in Grecia, nell'Iraklis, per poi chiudere la carriera da dove aveva cominciato, nell'Arkonia.

### Nazionale
Nel 1976 vinse la medaglia d'argento ai Giochi Olimpici di Montréal, nei quali ha giocato tutte e 5 le partite disputate dalla sua squadra. Tra il 1974 ed il 1978 ha giocato 21 partite in nazionale, senza mai segnare.

## Palmarès

### Nazionale
- Medaglia d'Argento ai Giochi olimpici: 1

Montréal 1976